# 徐章煌
徐章煌（1933年—2010年1月14日），男，江西上饶人，中国有机化学家，曾任武汉师范学院院长，湖北大学校长、党委书记、教授。